# Galina Djounkovskaïa
Galina Ivanovna Djounkovskaïa (russe : Галина Ивановна Джунковская) est une navigatrice de l'Armée de l'air soviétique du 587 BAP au cours de la Seconde Guerre mondiale. Elle reçoit le titre d'Héroïne de l'Union soviétique le 18 août 1945.

## Enfance
Galina Djounkovskaïa est née dans le village de Yourkovka (oblast de Kiev, en Ukraine) d'une famille de paysans ukrainiens. Elle obtient son diplôme d'infirmière à l'école de médecine de Grozny en 1938. Puis elle change d'orientation et part étudier l'ingénierie aéronautique à l'Institut d'aviation de Moscou.

## Carrière militaire
Quand la guerre commence, elle est recrutée par Marina Raskova pour rejoindre le 122e groupe spécial d'aviation et se forme en tant que navigatrice à l'École d'aviation militaire d'Engels. Ensuite, elle est affectée au 587 BAP qui sera rebaptisé 125e régiment de gardes bombardiers, où elle vole sur un Petliakov Pe-2.
Le 6 juin 1943, Djounkovskaïa prend part à un féroce combat aérien. Son escadron de 9 avions volant en formation en V est attaqué par 10 combattants allemands. L'escadron abat 5 avions pendant le combat, dont un est abattu par l'avion de Djounkovskaïa, tandis que quatre Pe-2 sont gravement endommagés et doivent atterrir en urgence sur des aérodromes soviétiques près de la ligne de front. Un de ces appareils est celui de Djounkovskaïa, le moteur en feu. Sa pilote, Klavdia Fomitcheva lui commande, ainsi qu'à la préposée à la mitrailleuse, de sauter en parachute ; mais elles désobéissent, car l'avion est toujours sous le feu ennemi. Elles finissent par repousser les avions allemands. Lorsque la navigatrice se retrouve à court de munitions, elle utilise des grenades (certaines sources affirment qu'elle utilise alors des fusées de signalisation). Après la fuite des avions ennemis, Djounkovskaïa aide Fomitcheva à trouver un lieu pour se poser, qui se trouve être un terrain d'aviation.
Au printemps 1944, Djounkovskaïa et Fomitcheva volent ensemble. Le 23 juin, dans le cadre de leur deuxième sortie de la journée, leur avion est touché par le feu ennemi, le moteur s'enflamme et la préposée à la mitrailleuse est tuée. Fomitcheva elle-même est gravement blessée à la jambe, mais elles continuent la mission et larguent leurs bombes sur la cible. Puis elles ramènent leur avion en feu près de la ligne de front, parvenant à rejoindre un territoire ami. Elles sautent finalement en parachute à deux cents mètres du sol. Fomitcheva et Djounkovskaïa sont victimes de graves brûlures.
En décembre 1944, Djounkovskaïa termine 62 missions ; elle a pris part à cinq combats aériens et est créditée de deux avions abattus en collaboration.

## Après-guerre
Après la guerre, elle épouse Valentin Markov, le commandant de son régiment. Le 18 août 1945, Djounkovskaïa reçoit le titre d'Héroïne de l'Union soviétique. Peu après, elle et son mari servent dans l'Extrême-Orient russe, mais en raison de sa santé elle prend sa retraite en 1950. En 1951, Djounkovskaïa sort du Collège des enseignants de Kirovgrad et devient professeur d'anglais. Elle meurt le 12 septembre 1985 et est enterrée au cimetière de Kountsevo.

## Distinctions
- Héros de l'Union soviétique
- Ordre de Lénine
- Ordre du Drapeau rouge
- Ordre de la Guerre patriotique 1re classe
- Ordre de l'Étoile rouge (deux fois)